# 菲克斯圣热内
菲克斯圣热内（法語：Fix-Saint-Geneys，法語發音：[fiks sɛ̃ ʒənɛ]）是法国上卢瓦尔省的一个市镇，属于勒皮区。

## 地理
菲克斯圣热内（45°8'34"N, 3°40'3"E）面积7.91 平方千米，位于法国奥弗涅-罗讷-阿尔卑斯大区上盧瓦爾省，该省份为法国中南部省份，北起多姆山省和卢瓦尔省，西接康塔爾省，南至洛泽尔省，东临阿尔代什省。
与菲克斯圣热内接壤的市镇（或旧市镇、城区）包括：阿莱格尔、维萨克-欧泰拉克、圣欧仁妮-德维勒讷沃、瓦雷讷圣奥诺拉、瓦泽耶-利芒德尔、韦尔纳萨勒。

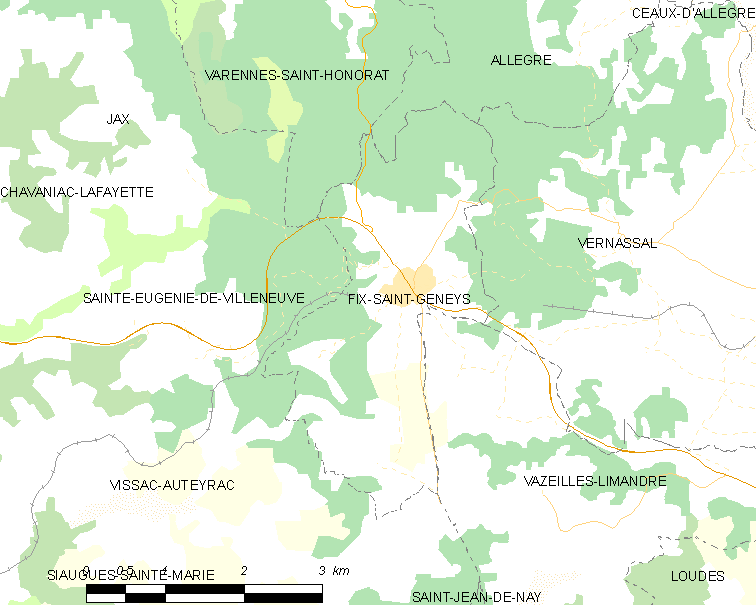
菲克斯圣热内的OSM定位图

菲克斯圣热内的时区为UTC+01:00、UTC+02:00（夏令时）。

## 行政
菲克斯圣热内的邮政编码为43320，INSEE市镇编码为43095。

## 政治
菲克斯圣热内所属的省级选区为圣波利安县。

## 人口

1962-2008年间菲克斯圣热内人口变化图示

菲克斯圣热内于2022年1月1日时的人口数量为141人。